# Dorothea Thiess
Dorothea Thiess, nata Dorothea Thies (17 maggio 1897 – Poznań, 1973), è stata un'attrice tedesca.
Nella sua carriera, dal 1932 al 1971, si contano una sessantina di apparizioni sullo schermo, sia al cinema che, negli ultimi anni, in televisione.

## Filmografia
- Die rosarote Brille, regia di Hans Deppe (1934)
- La donna del mio cuore (Liebesleute), regia di Erich Waschneck (1935)
- Mosca Shanghai, regia di Paul Wegener (1936)